# NGC 3653
NGC 3653 est une galaxie lenticulaire relativement éloignée et située dans la constellation du Lion. NGC 3653 a été découverte par l'astronome germano-britannique William Herschel en 1785.

## Caractéristiques
Sa vitesse par rapport au fond diffus cosmologique est de 9 201 ± 22 km/s, ce qui correspond à une distance de Hubble de 135,7 ± 9,5 Mpc (∼443 millions d'al).
À ce jour, une mesure non basée sur le décalage vers le rouge (redshift) donne une distance d'environ 110,000 Mpc (∼359 millions d'al). Cette valeur est à l'extérieur mais compatible avec les valeurs de la distance de Hubble. Notons cependant que c'est avec la valeur moyenne des mesures indépendantes, lorsqu'elles existent, que la base de données NASA/IPAC calcule le diamètre d'une galaxie et qu'en conséquence le diamètre de NGC 3653 pourrait être d'environ 53,4 kpc (∼174 000 al) si on utilisait la distance de Hubble pour le calculer.  

## Groupe compact de Hickson 51

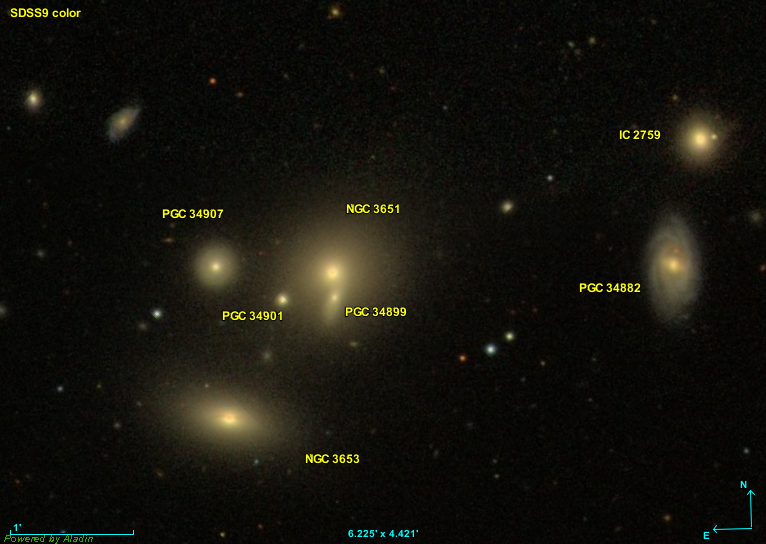
Les galaxies du groupe compact de Hickson 51.

La galaxie NGC 3653 fait partie du groupe compact de Hickson 51,. Les autres galaxies de ce groupe sont PGC 34882 (HCG 51B), NGC 3651 (HCG 51A), PGC 34907 (HCG 51D), IC 2759 (HCG 51E), PGC 34899 ou NGC 3651 NED02 (HCG 51F) et PGC 34901 (HCG 51G).